# China Open (теніс) 2009
Відкритий чемпіонат Китаю з тенісу 2009 — тенісний турнір, що проходив на відкритих кортах з твердим покриттям Olympic Green Tennis Center у Пекіні (КНР). Це був 11-й за ліком China Open серед чоловіків і 13-й серед жінок. Належав до категорії 500 в рамках Туру ATP 2009 і категорії Premier в рамках Туру WTA 2009. Тривав з 2 до 11 жовтня 2009 року.

## Учасниці

### Сіяні учасниці
| Країна    | Гравчиня           | Рейтинг1 | Сіяна |
| --------- | ------------------ | -------- | ----- |
| Росія     | Дінара Сафіна      | 1        | 1     |
| США       | Серена Вільямс     | 2        | 2     |
| США       | Вінус Вільямс      | 3        | 3     |
| Росія     | Олена Дементьєва   | 4        | 4     |
| Данія     | Каролін Возняцкі   | 5        | 5     |
| Росія     | Світлана Кузнецова | 6        | 6     |
| Росія     | Віра Звонарьова    | 7        | 7     |
| Сербія    | Єлена Янкович      | 8        | 8     |
| Білорусь  | Вікторія Азаренко  | 9        | 9     |
| Італія    | Флавія Пеннетта    | 10       | 10    |
| Сербія    | Ана Іванович       | 11       | 11    |
| Польща    | Агнешка Радванська | 12       | 12    |
| Росія     | Надія Петрова      | 13       | 13    |
| Франція   | Маріон Бартолі     | 14       | 14    |
| Австралія | Саманта Стосур     | 15       | 15    |
| КНР       | Лі На              | 16       | 16    |
| Франція   | Віржіні Раззано    | 18       | 17    |

- Посів ґрунтується на рейтингові станом на 28 вересня 2009 року
- Раззано стала 17-ю сіяною, бо Іванович знялась через респіраторне захворювання верхніх дихальних шляхів

### Інші учасниці
Нижче наведено учасниць, які отримали вайлдкард на участь в основній сітці:
- Хань Сіньюнь
- Марія Кириленко
- Лу Цзінцзін
- Яніна Вікмаєр
- Ч Шуай

Нижче наведено гравчинь, які пробились в основну сітку через стадію кваліфікації:
- Катерина Бондаренко
- Мелінда Цінк
- Ольга Говорцова
- Цзи Чуньмей
- Алла Кудрявцева
- Шахар Пеєр
- Уршуля Радванська
- Ярослава Шведова

Гравчиня, що потрапила в основну сітку як щасливий лузер:
- Ваня Кінґ (замінила Ану Іванович через респіраторне захворювання верхніх дихальних шляхів)
- Галина Воскобоєва (замінила Хіселу Дулко через розтягнення лівого аддуктора)
- Алекса Ґлетч (замінила Віржіні Раззано через розтягнення лівої литки)

## Учасники

### Сіяні учасники
| Країна   | Гравець           | Рейтинг1 | Сіяний |
| -------- | ----------------- | -------- | ------ |
| Іспанія  | Рафаель Надаль    | 2        | 1      |
| Сербія   | Новак Джокович    | 4        | 2      |
| США      | Енді Роддік       | 6        | 3      |
| Росія    | Микола Давиденко  | 8        | 4      |
| Іспанія  | Фернандо Вердаско | 9        | 5      |
| Швеція   | Робін Содерлінг   | 11       | 6      |
| Чилі     | Фернандо Гонсалес | 12       | 7      |
| Хорватія | Марин Чилич       | 15       | 8      |

- Посів ґрунтується на рейтингові станом на 28 вересня 2009 року

### Інші учасники
Нижче наведено учасників, які отримали вайлдкард на участь в основній сітці:
- Маркос Багдатіс
- Марин Чилич
- Марат Сафін

Нижче наведено гравців, які пробились в основну сітку через стадію кваліфікації:
- Фабіо Фоніні
- Роббі Джінепрі
- Лукаш Кубот
- Флоріан Маєр

## Переможниці та фіналістки

### Одиночний розряд, чоловіки
Новак Джокович —  Марин Чилич, 6–2, 7–6(7–4)
- Для Джоковича це був 3-й титул за сезон і 14-й — за кар'єру.

### Одиночний розряд, жінки
Світлана Кузнецова —  Агнешка Радванська, 6–2, 6–4
- Для Кузнецової це був 3-й титул за сезон і 12-й — за кар'єру.

### Парний розряд, чоловіки
Боб Браян /  Майк Браян —  Марк Ноулз /  Енді Роддік, 6–4, 6–2

### Парний розряд, жінки
Сє Шувей /  Пен Шуай —  Алла Кудрявцева /  Катерина Макарова, 6–3, 6–1